# Będzin (wieś)
Będzin – wieś w Polsce, położona w województwie dolnośląskim, w powiecie oleśnickim, w gminie Twardogóra.
Wchodzi w skład sołectwa Droździęcin. 
Do 2024 r. miejscowość była przysiółkiem wsi Droździęcin. W latach 1975–1998 przysiółek należał administracyjnie do województwa wrocławskiego.